# 喬凡尼·斯福爾扎
喬凡尼·斯福爾扎（義大利語：Giovanni Sforza ，1466年7月5日-1510年7月27日）是一個來自斯福爾扎家族的義大利貴族、雇傭軍首領、佩薩羅及格拉達拉君主，他因身為魯克蕾齊亞·波吉亞的第一任丈夫而聞名，他們的婚姻於1497年3月被宣布無效，原因是他被指控性無能。

## 出生和婚姻
喬凡尼是科斯坦佐一世·斯福爾扎的私生子，他在他父親於1483年死去後繼承了佩薩羅及格拉達拉君主的頭銜。
1489年喬凡尼與貢扎加家族曼切華公國侯爵費德里哥一世之女馬達萊娜·貢扎加結婚，但是她在結婚隔年就去世了。由於喬凡尼的出生以及未婚的身分，他因此被波吉亞家族視為與米蘭結盟的重要人物。在他的表哥，時任教廷副秘書長，紅衣主教阿斯卡尼歐·斯福爾扎的幫助下喬凡尼與教宗亞歷山大六世的私生女魯克蕾齊亞於1492年結婚，當時她才13歲，而喬凡尼26歲。他們的代理婚姻於同年6月12日舉行，根據婚禮契約的規定，魯克蕾齊亞會待在羅馬一年而不會與喬凡尼圓房，並且她將得到31,000杜卡特作為嫁妝。正式的婚禮於1493年在梵蒂岡舉行，一般認為那是個既鋪張奢華又頹廢的婚禮。

## 婚後
之後他與魯克蕾齊亞在佩薩羅待了兩年，在這期間他對野心勃勃的波吉亞家族來說越來越不重要，因為他藉著自己與波吉亞家族親近的優勢而暗自充當間諜，將情報傳遞給米蘭的斯福爾扎家族，而這些行動被亞歷山大六世發現了。與此同時，教宗積極與其他勢力結盟，尤其是在1494年教宗的么子喬佛里·波吉亞與那不勒斯的阿拉貢的珊莎公主結婚後，他與魯克蕾齊亞的婚姻已經變得沒有任何利益可圖了。
由於魯克蕾齊亞已經習慣於在教宗宮廷中享有特權的生活，沒辦法適應在佩薩羅的相對較樸實的生活，於1495年的聖誕節，他們夫妻倆回到了羅馬的宮廷。這個時候喬凡尼意識到自己的生命岌岌可危，他隨後跟著一支軍隊從事軍事行動而離開羅馬，他原本應該在1497年回來，但他刻意變裝逃出羅馬，他這麼做的公認原因一般認為是因為教宗與他的兒子切薩雷·波吉亞正秘密策畫將他謀殺，原因是他對波吉亞家族已無益處，但他的妻子從切薩雷那得知此事後警告了他，儘管這沒有被證實，但仍然是一個通俗的解釋。

## 婚姻的廢除與晚年
教宗代表魯克蕾齊亞於1497年呈遞了廢除婚姻的訴求（當時沒有離婚這種程序），阿斯卡尼歐·斯福爾扎再一次的被要求作為喬凡尼與波吉亞家族的中間人，他試圖說服喬凡尼接受這個決定，喬凡尼拒絕了，因此他必須接受兩點條件：第一，他必須繳回魯克蕾齊亞龐大的嫁妝；第二，他必須簽屬一份關於他是性無能的聲明。但根據一些資料來源，喬凡尼在與魯克蕾齊亞結婚前已結過婚而且有了私生子，所以這麼看來有關性無能這部分應該是教宗為了確保魯克蕾齊亞將來可以繼續作為政治聯姻的工具而虛構的。
作為報復，喬凡尼聲稱魯克蕾齊亞與她的父親及兄弟亂倫，這聲明的主角原本只有教宗，但之後擴大到魯克蕾齊亞的兄弟們，並持續羞辱她的家族。儘管喬凡尼這種說法缺乏證據，但這仍舊廣泛地被大眾認定為一個波吉亞家族墮落的例子。
這段婚姻最後於1497年宣布廢除，原因是此婚姻並沒有圓房。斯福爾扎家族要脅如果喬凡尼不接受教宗的提議，他們將會收回對他的保護，這使得喬凡尼得以保留鉅額的嫁妝，但同意簽署性無能的聲明。喬凡尼在3月或12月同意了這項協議，半年後他發表聲明說魯克蕾齊亞仍是處女。魯克蕾齊亞據說當時懷上了一個孩子，稱為「羅馬之子」，有些人說這是她與她哥哥切薩雷亂倫的證據，但可以肯定的是喬凡尼並不是孩子的父親，但其他細節是無法確定的。
喬凡尼於1500年被教宗開除教籍，而他統治的一個城市裡有些市民想謀害他，於此同時他也被想奪取斯福爾扎領地的切薩雷攻擊，他被迫放棄佩薩羅，他向當時的幾個主要強國法國以及神聖羅馬帝國求助，但是徒勞無功，他只能在亞歷山大六世去世及切薩雷生病後（1503）返回佩薩羅。幾年後，新任教宗儒略二世任命他為佩薩羅教區代牧。
他之後再娶了吉內薇拉·提埃波羅（Ginevra Tiepolo）為妻，她為他生了個繼承人科斯坦佐二世·斯福爾扎。
喬凡尼於1510年去世，他的兒子繼承了他的頭銜及領地。